# Código Ōmi
El código Ōmi  (近江令 ōmiryō?) es una colección de reglas de gobierno compiladas en el 668; por lo tanto, es la primera colección de leyes Ritsuryō en el Japón clásico.   Estas leyes fueron compiladas por Fujiwara no Kamatari bajo el orden del Emperador Tenji.  Esta colección de leyes ahora se ha perdido y su existencia en disputa sólo está respaldada por referencias breves en documentos posteriores (entre los que se encuentra Tōshi Kaden, una historia de los Fujiwara). Además, está ausente del Nihonshoki.
El Ōmi-ryō que consta de 22 volúmenes, fue promulgado en el último año de reinado del Emperador Tenji. Esta codificación legal ya no existe, pero se dice que se refinó en lo que se conoce como código Asuka Kiyomihara del año 689; y se entiende que fueron precursores del código Taihō de 701.